# Franco e Vila Boa
Franco e Vila Boa (oficialmente: União das Freguesias de Franco e Vila Boa) é uma freguesia portuguesa do município de Mirandela, com 26,34 km² de área e 263 habitantes (censo de 2021). A sua densidade populacional é 10 hab./km².

## História
Foi criada aquando da reorganização administrativa de 2012/2013,  resultando da agregação das antigas freguesias de Franco e Vila Boa.

## Demografia
A população registada nos censos foi:
| Distribuição da População por Grupos Etários | Distribuição da População por Grupos Etários | Distribuição da População por Grupos Etários | Distribuição da População por Grupos Etários | Distribuição da População por Grupos Etários | Distribuição da População por Grupos Etários |
| -------------------------------------------- | -------------------------------------------- | -------------------------------------------- | -------------------------------------------- | -------------------------------------------- | -------------------------------------------- |
| Antes da agregação                           |                                              |                                              |                                              |                                              |                                              |
| Ano                                          | 0-14 anos                                    | 15-24 anos                                   | 25-64 anos                                   | >= 65 anos                                   | Total                                        |
| 2001                                         | 46                                           | 50                                           | 178                                          | 146                                          | 420                                          |
| 2011                                         | 24                                           | 30                                           | 148                                          | 132                                          | 334                                          |
| Após a agregação                             |                                              |                                              |                                              |                                              |                                              |
| Ano                                          | 0-14 anos                                    | 15-24 anos                                   | 25-64 anos                                   | >= 65 anos                                   | Total                                        |
| 2021                                         | 18                                           | 17                                           | 119                                          | 109                                          | 263                                          |